# Peter Grant
Peter „G” Grant (South Norwood, London, 1935. április 5. – 1995. november 21.) angol származású zenei menedzser volt, aki leginkább a Led Zeppelin menedzsereként vált ismertté, de olyan népszerű zenekarok ügyeit is intézte, mint a The Yardbirds és a Bad Company. 1974 májusában a Led Zeppelin tagjaival együtt megalapította a Swan Song Records lemezkiadót. Grant úgy híresült el, mint az egyik legokosabb és legkegyetlenebb menedzser a rockzene történetében. Karrierje során számos intézkedést tett a zenészek körülményeinek és anyagi helyzetük javára. A zeneipar mellett tévésorozatokban és filmekben is szerepet vállalt.

## Filmográfia
- Emlékezetes éjszaka (1958)
- Navarone ágyúi (1961)
- Kleopátra (1963)
- A dal ugyanaz marad (1976)
- Folytassa, Kolumbusz! (1992)

## Televíziós szereplések
- Douglas Fairbanks, Jr., Presents (1955)
- Az Angyal kalandjai (1962)
- Crackerjack (1962)
- Dixon of Dock Green (1962)
- The Benny Hill Show (1962)